# Басс, Боб
Роберт Юджин «Боб» Басс (англ. Robert Eugene "Bob" Bass, 28 января 1929 года — 17 августа 2018) — американский баскетбольный тренер и функционер, работавший в студенческом баскетболе, Американской баскетбольной ассоциации (АБА) и Национальной баскетбольной ассоциации (НБА).

## Тренерская карьера
Тренерская карьера Басса в профессиональном баскетболе началась в клубе АБА «Денвер Рокетс» (сейчас «Наггетс») в 1967 году, где он проработал два года. С 1969 по 1971 год он тренировал студенческую баскетбольную команду «Техас Тек Ред Рэйдерс», затем работал в клубе АБА «Флоридианс», который обанкротился в конце сезона 1972 года. Следующей командой Басса стал «Мемфис Тэмс», но в начале сезона 1974/75 он был нанят на пост главного тренера клуба АБА «Сан-Антонио Спёрс», где проработал почти два сезона, пока команда не перешла в НБА.
После слияние НБА и АБА Басс вошёл в руководство «Спёрс», став генеральным менеджером клуба. Этот пост он занимал долгие годы, иногда на некоторое время становясь исполняющим обязанности главного тренера в 1980, 1984 и 1992 годах. По итогам сезона 1989/90 Басс был назван менеджером года НБА. В 1995 году он занял пост генерального менеджера «Шарлотт Хорнетс» и в своей новой команде в 1997 году вновь стал лучшим генеральным менеджером лиги. В 2004 году Басс ушёл в отставку (к тому времени «Хорнетс» уже переехали в Новый Орлеан).

## Личная жизнь
Боб Басс умер 17 августа 2018 года в своём доме в Сан-Антонио (штат Техас).